# 2013년 유엔 기후 변화 회의

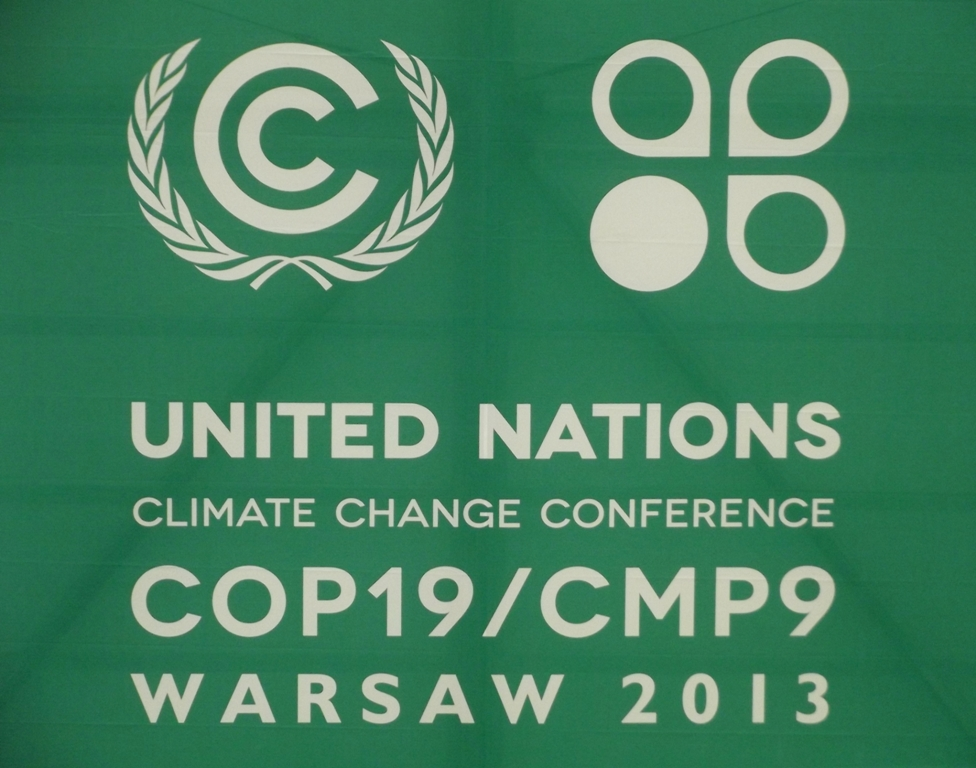

2013년 유엔 기후 변화 회의(2013 United Nations Climate Change Conference)는 2013년 11월 11일부터 22일까지 폴란드 바르샤바에서 열리는 1992년 유엔 기후 변화 협약(UNFCCC) 19차 체결국 회의(COP 19)이다. 교토 의정서의 9차 회의를 겸한다.